# Oskar Walleck

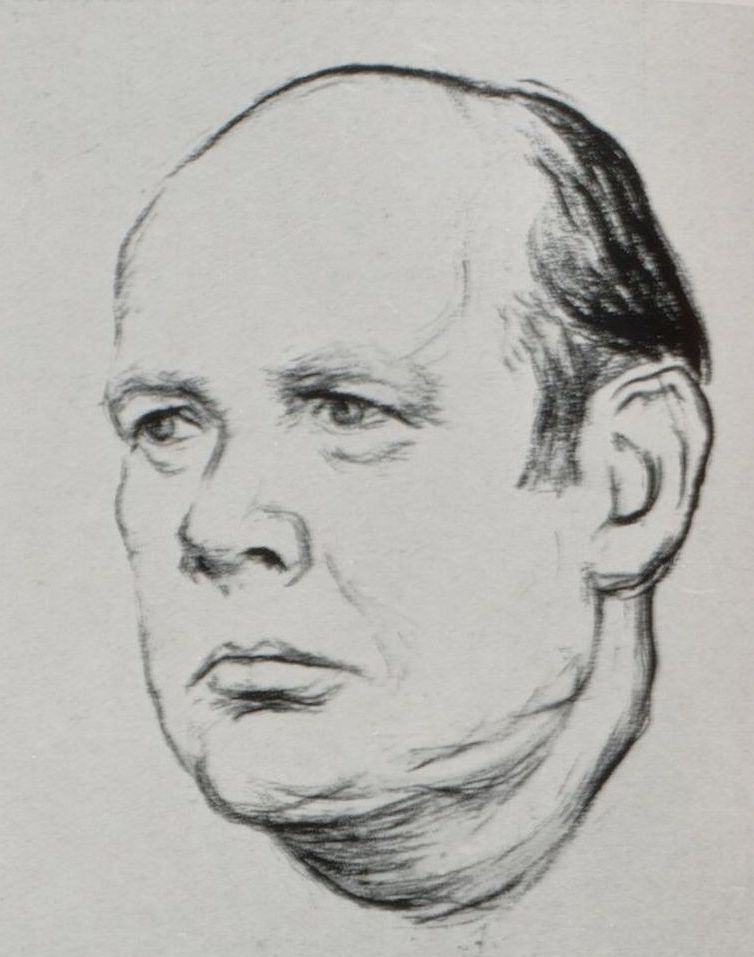
Oskar Walleck, gezeichnet von Karl Weinmair 1936

Oskar Walleck (geboren 7. November 1890 in Brünn, Österreich-Ungarn; gestorben 1. Juli 1976 in Coburg) war ein deutscher Schauspieler und Theaterintendant.

## Leben
Oskar Walleck studierte Rechtswissenschaften. Er war Einjährig-Freiwilliger und Soldat im Ersten Weltkrieg, in dem er in der k. u. k. Armee bei den Fliegern in Trient eingesetzt war und als Rittmeister der Reserve ausschied. Schon vor dem Krieg war Walleck ab 1910 Schauspieler in Essen, in Königsberg in Preußen und in Wien. Nach Kriegsende wurde er Oberspielleiter in Frankfurt am Main, in Nürnberg und 1925 an den Städtischen Bühnen Dortmund. In den Spielzeiten 1931/32 und 1932/33 war er Leiter des Coburger Landestheaters.
Walleck trat November 1932 der SS (SS-Nummer 74.436) und zum 1. April 1933 der NSDAP bei (Mitgliedsnummer 1.638.831). Er wurde 1933 Intendant des Braunschweigischen Landestheaters. Im Mai 1934 wurde er zum Präsidenten des Deutschen Bühnenvereins ernannt und wurde Mitglied des Verwaltungsbeirats der Reichstheaterkammer. Im September 1934 wurde er zum Generalintendanten der bayerischen Staatstheater ernannt und ab August 1936 zugleich Leiter der „Obersten Theaterbehörde in Bayern“ im Staatsministerium des Innern. 1935 wurde er von Joseph Goebbels in den Präsidialrat der Reichstheaterkammer berufen. 1935 wurde er zum Mitglied des Reichskultursenats der Reichskulturkammer ernannt. Ferner gehörte er dem Präsidialrat der Reichstheaterkammer an. Walleck wandte sich nach dem Erlass der Nürnberger Gesetze 1935 gegen die Weiterbeschäftigung von Schauspielern mit jüdischen Ehepartnern. Auch denunzierte er in demselben Jahr einen Theaterkritiker als „jüdisch“. Walleck organisierte im Auftrag Hitlers „reichsdeutsche Gastspiele“ in Österreich. Im September 1938 wurde er infolge der Umorganisation der staatlichen Theater in Bayern beurlaubt, und sein Vertragsverhältnis abgefunden.
Nach der deutschen Besetzung Tschechiens im März 1939 wurde er im September Generalintendant der Deutschen Theater in Prag. Gleichzeitig wurde ihm von Goebbels die nominelle Verantwortung über alle deutschen Theater im Protektorat Böhmen und Mähren übertragen, und er wurde 1941 auch ehrenamtlicher Landesleiter der Reichstheaterkammer für das Protektorat. Walleck brauchte, mit einem Etat des Propagandaministeriums ausgerüstet, nicht zu sparen und holte namhafte und teure Schauspieler aus Deutschland und renommierte Ensembles wie die Mailänder Scala, das Deutsche Schauspielhaus Berlin und die Wiener Oper an die Moldau. In der Spielzeit 1939/40 brachte er 40 Werke auf die Bühne. Walleck traf eigenmächtige Personalentscheidungen und plante Kooperationen mit tschechischen Bühnen, was auf den Widerstand der deutschen Protektoratsverwaltung stieß. Als es Walleck nicht gelang, einen dauerhaften deutschen Theater-, Opern- oder Operettenbetrieb in Prag zu etablieren, holte er 1943 die (ausgebombte) Duisburger Oper an die Moldau. Zu Beginn der Spielzeit 1943/44 bat er, von den Querelen unter den Nationalsozialisten zermürbt, den Deutschen Staatsminister für Böhmen und Mähren Karl Hermann Frank, den Vertrag nicht über 1944 hinaus zu verlängern, der Abtritt wurde am Ende der Spielzeit bekanntgegeben. Der von Frank inthronisierte Nachfolger Kinner von Dressler wurde gegen den Widerstand Goebbels durchgesetzt, obwohl Goebbels das Vorrecht zur Besetzung reklamierte.
Walleck wurde am 30. Januar 1943 zum SS-Standartenführer befördert und am 9. November 1944 dem SS-Oberabschnitt „Böhmen und Mähren“ zugeteilt. Er war Träger des Totenkopfrings der SS und des Ehrendegens des Reichsführers SS.
Bei Kriegsende wurde er interniert. Über seine Entnazifizierung ist nichts bekannt. Walleck wurde Oberspielleiter in Innsbruck und war anschließend von 1953 bis 1956 Direktor des Landestheaters Linz. Das Deutsche Bühnenjahrbuch hob zu seinem achtzigsten Geburtstag seine „erfolggekrönte Laufbahn“ hervor.

## Hörspiele
Sprecher:
- 1925: Ludwig Thoma: Erster Klasse. Volksschwank in einem Akt (2 Livesendungen) (Kaufmann Stüve aus Neuruppin) – Regie: Hermann Probst (Hörspielbearbeitung – WEFAG)
- 1925: Max Halbe: Der Strom. Aus Anlaß seines 60. Geburtstages (Reinhold Ullrich) – Regie: Hermann Probst (Hörspielbearbeitung – WEFAG)
- 1926: Wilhelm Meyer-Förster: Alt-Heidelberg. Schauspiel (3 Livesendungen) (Lutz, Kammerdiener) – Regie: Hans Bogenhardt (Hörspielbearbeitung – WEFAG)
- 1926: Augustín Moreto: Donna Diana. Lustspiel in drei Aufzügen (Don Gaston, Graf von Foix) – Regie: Albrecht Schoenhals (Hörspielbearbeitung – WEFAG)
- 1926: Anton Tschechow: Ein Heiratsantrag. Scherz in einem Akt (Iwan Wassiljitsch Lomow, Tschubukows Nachbar) – Regie: Hermann Probst (Hörspielbearbeitung – WEFAG)
- 1926: William Shakespeare: Romeo und Julia. Hörspiel/Hörspielbearbeitung (Tybalt, Neffe des Grafen) – Regie: Hermann Probst (WEFAG)
- 1926: Ludwig Fulda: Jugendfreunde. Lustspiel in 4 Aufzügen (Dr. Bruno Martens) – Regie: Hermann Probst (Hörspielbearbeitung – WEFAG)
- 1927: Anton Tschechow: Ein Heiratsantrag. Scherz in einem Akt (Iwan Wassiljitsch Lomow, Tschubukows Nachbar) – Regie: Hermann Probst (Hörspielbearbeitung – Westdeutsche Rundfunk AG (WERAG))

Regie und Sprecher:
- 1926: Ludwig Fulda: Jugendfreunde. Sendespiel in 4 Aufzügen (2 Livesendungen) (Dr. Bruno Martens) (Hörspielbearbeitung – WEFAG)